# James D. Hughes

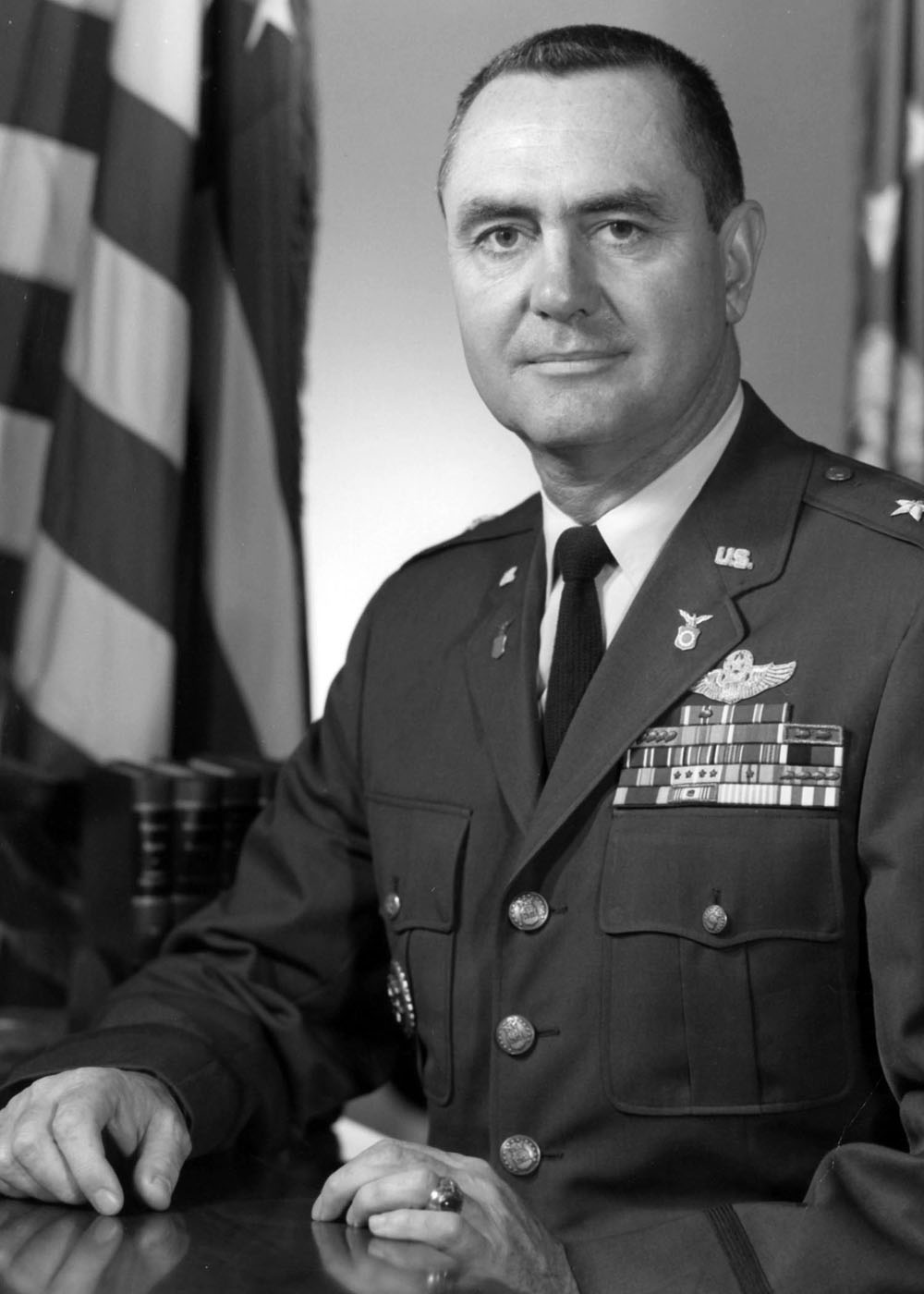
James D. Hughes

James Donald Hughes (* 7. Juli 1922 in Balmville, Orange County, New York; † 12. Januar 2024 in Potomac Falls, Loudoun County, Virginia) war ein General der United States Air Force. Er war unter anderem Kommandeur der Pacific Air Forces.
Im Jahr 1946 absolvierte er die United States Military Academy in West Point. Nach seiner Graduation wurde er als Leutnant den United States Army Air Forces zugeteilt. Ein Jahr später wurde er in die neugegründete United States Air Force übernommen in der er anschließend alle Offiziersränge vom Leutnant bis zum Vier-Sterne-General durchlief.
Im Lauf seiner militärischen Karriere absolvierte Hughes verschiedene Kurse und Schulungen. Dazu gehörten unter anderem eine Ausbildung zum Kampfpiloten und verschiedene Weiterbildungskurse für unterschiedliche Flugzeugtypen sowie das National War College. Außerdem erhielt er einen akademischen Grad von der George Washington University.
Nach einer kurzen Stationierung bei der 36. Schwadron (36th Troop Carrier Squadron) auf dem Pope Airfield in North Carolina wurde er im April 1948 als Kampfpilot nach Japan versetzt. Dort gehörte er ab April 1949 dem 8. Bombergeschwader an, mit dem er im Koreakrieg eingesetzt wurde. Dabei flog er 101 Kampfeinsätze.
In den folgenden Jahren bis 1955 war James Hughes auf der Shaw Air Force Base in South Carolina, der Langley Air Force Base in Virginia und dem Flugplatz der Royal Air Force in Wethersfield in England stationiert. Von 1955 bis 1957 gehörte er der Stabsabteilung für Personal im Hauptquartier der Luftwaffe an. Im Juli 1957 wurde er dem Stab des damaligen Vizepräsidenten Richard Nixon zugeteilt. Nach zwischenzeitlich anderen Verwendungen wurde Hughes im August 1962 auf die Tan Son Nhut Air Base in Südvietnam versetzt. Dort war er bis zum September 1963 während des Vietnamkriegs als Stabsoffizier tätig.
Nach seiner Rückkehr in die Vereinigten Staaten war James Hughes erneut Stabsoffizier in der Personalverwaltung des Hauptquartiers der Air Force. Danach absolvierte er bis zum August 1966 das National War College in Fort Lesley J. McNair in Washington, D.C. Es folgte eine Versetzung zur Nellis Air Force Base in Nevada, wo er stellvertretender Kommandeur eines Kampfgeschwaders war. Im Sommer 1968 war er Sicherheitsoffizier (Director of Safety) im Hauptquartier der United States Air Forces in Europe, die damals noch in Wiesbaden stationiert war.
Zwischen 1969 und 1972 gehörte James Hughes erneut als einer der Vertreter der amerikanischen Streitkräfte zum erweiterten Stab des inzwischen zum Präsidenten gewählten Richard Nixon. Im Februar 1972 wurde er auf die Bergstrom Air Force Base in der Nähe von Austin in Texas versetzt, wo er stellvertretender Kommandeur der 12. Luftflotte wurde. Im September 1972 wurde er stellvertretender Kommandeur der 7. Luftflotte. Zwischen April und Dezember 1973 war er mit dieser Einheit auf einem Militärflugplatz in Thailand stationiert und damit erneut in den Vietnamkrieg eingebunden.
Nach seiner Rückkehr in die Vereinigten Staaten kommandierte er zunächst bis 1975 die 9. und dann bis 1978 die 12. Luftflotte. Am 15. Juni 1978 übernahm James Hughes als Nachfolger von James A. Hill das Kommando über die in der Hickham Air Force Base auf Hawaii ansässigen Pacific Air Forces. Dieses Kommando hatte er bis zum 8. Juli 1981 inne, als Arnold W. Braswell seine Nachfolge antrat. Danach schied Hughes aus dem aktiven Militärdienst aus.
Auch nach seiner Pensionierung blieb James Hughes dem Militär verbunden. Er setzte sich für die Würdigung der im Kampf verwundeten Soldaten, die mit dem Orden Purple Heart ausgezeichnet worden waren, ein. Hughes war auch eng mit der Familie von Richard Nixon verbunden.
Der mit Bette Masterson verheiratete Offizier starb am 12. Januar 2024 in Potomac Falls, einem Ortsteil von Sterling in Virginia.

## Orden und Auszeichnungen
James Hugh erhielt im Lauf seiner militärischen Laufbahn unter anderem folgende Auszeichnungen:
- Air Force Distinguished Service Medal
- Bronze Star Medal
- Distinguished Flying Cross
- Air Medal
- Air Force Commendation Medal
- Purple Heart
- Order of the Sword
- Order of National Security Merit (Südkorea)
- Gallantry Cross (Südvietnam)
- Orden der Krone von Thailand (Thailand)